# Brigasque

Carte de la Terre Brigasque

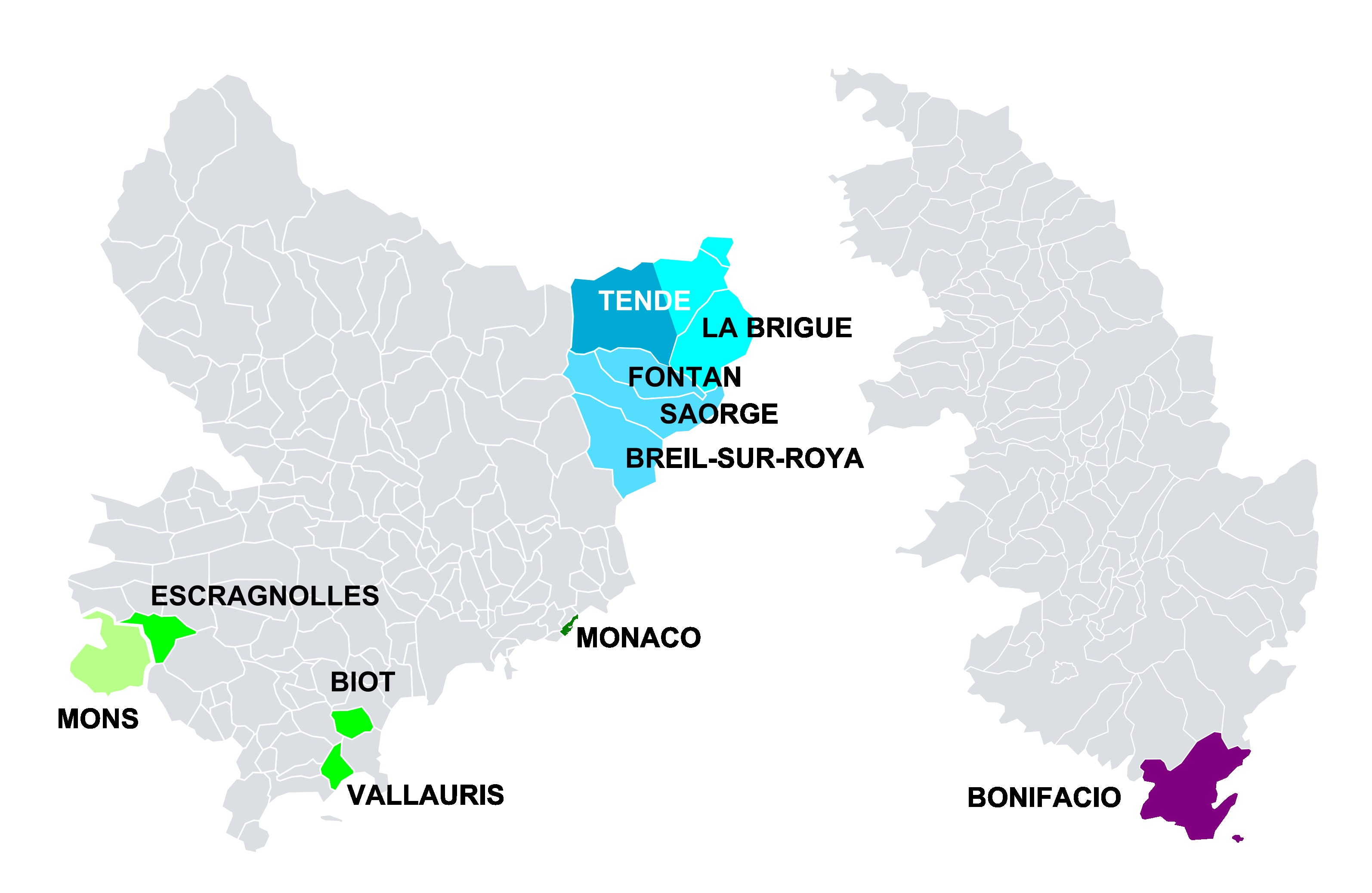

Le brigasque (en brigasque brigašc, en royasque brigasc) est une variété du dialecte royasque. Il est parlé dans le Pays brigasque (Terra Brigasca), aux confins de la France (La Brigue) et de l'Italie (Briga Alta, Realdo et Verdeggia). Il est appelé ligurien alpin, car son territoire s'étend à la fois sur le Piémont et la Ligurie actuels, et que les territoires relevaient naguère du Comté de Nice.
Il est illustré par les revues locales R̂  nì d'áigüra (le Nid d'aigle, où « R̂  » est l'article masculin) et A Vaštéra, üniun de tradisiun brigašche.
Considéré comme un parler de transition entre les domaines linguistiques occitan (provençal) et ligure, le brigasque est classé dans l'un ou l'autre.
Néanmoins, dans le passé, et notamment peu après la cession de Brigue et de Tende à la France, en 1947, a été défendue l'attribution, plus ou moins exclusive, du brigasque et du royasque au système des dialectes vivaro-alpins (et donc occitans et provençaux), tandis que plus récemment, les linguistes spécialistes du domaine reconnaissent la prévalence de traits phonétiques, lexicaux et morphologiques liguriens (Werner Forner, Jean-Philippe Dalbera et Giulia Petracco Sicardi). 
Les traits structuraux sont ligures, mais les influences occitanes, notamment au niveau du lexique, sont cependant nombreuses. La revendication, côté italien, du brigasque comme occitan lui permet en tout cas de bénéficier des effets de la loi n° 482/1999 en matière de minorités historiques, dont sont exclus les parlers nord-italiens.

Carte de la Terre Brigasque avant le partage franco-italien de 1947

Les Brigasques sont entre 700 et 800 à parler le brigasque, ainsi répartis :
- commune de La Brigue (R̂ a Briga), avec le hameau de Morignole ;
- commune de Briga Alta, formé des hameaux de Piaggia, Upega et Carnino ;
- le hameau de Viozene dans la commune d'Ormea ;
- les hameaux de Realdo et de Verdeggia dans la commune de Triora.

## Lexique
| Occitan                     | Brigasque            | Ligurien                  | Italien       | Français      |
| --------------------------- | -------------------- | ------------------------- | ------------- | ------------- |
| labrena                     | labrena / cansëneštr | rascassa-canfenestru      | salamandra    | Salamandre    |
| ulhauç                      | jlaus o žlaus        | lampu                     | lampo         | éclair        |
| besson, gemel               | binèe                | binélu                    | gemello       | jumeau        |
| cauçaa, grolla              | causée/cuusée        | scarpa                    | scarpa        | chaussure     |
| faudilh, faudal             | fudìi                | faudà'/fudà' /scussà'     | grembiule     | tablier       |
| ren                         | ren                  | rèn / nièn / nìnte        | niente        | rien          |
| quauquarren                 | cücren               | càicherèn/caicòsa/carcosa | qualcosa      | quelque chose |
| luenh                       | lögn                 | lògni / lònzi             | lontano       | loin          |
| a raitz                     | arè                  | aréu / de tuttu           | completamente | complètement  |
| Deineal, Chalendas, Calènas | Dëneàa               | natale / deinà'           | Natale        | Noël          |
| bealera                     | beàa/bearera         | béu / béa                 | canaletto     | canal         |
| agulha                      | agüglia/agüya        | aguglia / aguya / agugia  | ago           | aiguille      |
| mai, pus                    | ciü - mai            | ciü                       | più           | plus          |
| c(l)han, pl(h)an            | cian                 | cian                      | piano         | plat          |
| fl(h)or                     | sciu(u)              | sciùua/sciùra             | fiore         | fleur         |
| cl(h)au                     | ciau                 | ciave                     | chiave        | clé           |
| uelh                        | ögl/öy               | oegliu/oeyu/oeggiu        | occhio        | œil           |
| pònt                        | pont                 | ponte / punte             | ponte         | pont          |
| pòrc                        | porc                 | porcu                     | maiale        | porc          |
| muralha, mur                | muragn               | muàglia / muragni/        | muro          | mur           |
| escoba                      | dëvìa                | ràma / spassùia           | scopa         | balai         |
| sentièr                     | dëraira              | camìn / senté             | sentiero      | sentier       |
| fea, feia                   | fea                  | féa / pégua               | pecora        | brebis        |
| abelha                      | abeglia/abeya        | àve                       | ape           | abeille       |
| aret                        | aré                  | mautùn/aréu               | montone       | mouton        |
| volp, rainard               | vurp / rinard        | gurpe                     | volpe         | renard        |
| singlar                     | sëngriée             | cinghiale                 | cinghiale     | sanglier      |
| masatge, ruaa               | ruà                  | burgà                     | borgata       | hameau        |
| frema, molher               | femna                | fémena / dòna / muglié    | moglie        | femme, épouse |
| òme                         | om                   | òmu                       | marito        | époux         |
| marrit, chaitiu             | marì                 | marìu / gràmu             | cattivo       | méchant       |

### Lien  externe
- Notices d'autorité :   - BnF (données)